# Слободка (Коломыйский район)
Слобо́дка (укр. Слобідка) — село в Городенковской городской общине Коломыйского района Ивано-Франковской области Украины.
Население по переписи 2001 года составляло 768 человек. Занимает площадь 11,606 км². Почтовый индекс — 78155. Телефонный код — 03430.

## История
В 1946 году указом ПВС УССР село Польная Слободка переименовано в Слободку.